# HD 23127 b
HD 23127 b es un planeta extrasolar situado a 290 años luz en la constelación de Reticulum, orbitando la estrella HD 23127. Este gigante gaseoso tiene un semieje mayor de 2,29 UA, necesitando 3,32 años para completar una órbita. La órbita es muy excéntrica, uno de los llamados "júpiters excéntricos". En el ápside, la distancia es 1,28 UA, poniéndose en el extremo exterior de la zona habitable, y en el apsis, la distancia es de 3,30 UA. La masa es como mínimo 1,37 veces la de Júpiter. Sólo se conoce su masa mínima ya que la inclinación se desconoce.